# Milada (geslacht)
Milada is een geslacht van vliegen (Brachycera) uit de familie van de sluipvliegen (Tachinidae). De wetenschappelijke naam van het geslacht is voor het eerst geldig gepubliceerd in 1973 door Richter.

## Soorten
De volgende soorten zijn bij het geslacht ingedeeld:
- Milada asiatica Richter, 1973